# Miguel Torrecilla
Miguel Montes Torrecilla, plus connu comme Miguel Torrecilla, né le 22 décembre 1969 à Morille, est un footballeur espagnol (défenseur) reconverti en directeur sportif. 

## Biographie
Miguel Torrecilla se forme dans les catégories inférieures de l'UD Salamanque. Il débute en équipe première à l'âge de 17 ans lors d'un match de Coupe d'Espagne. Il débute en championnat (deuxième division) lors de la saison 1989-1990 face au CE Sabadell, au stade de la Nova Creu Alta.
En 1990, il devient joueur à part entière de l'équipe première. Il joue pendant sept saisons avec Salamanque, avec qui il obtient deux promotions en première division. Lors de la saison 1995-1996, il joue 38 matches en première division et marque un but.
Lors de la saison 1997-1998, il rejoint l'Elche CF, puis la saison suivante il joue avec la Cultural y Deportiva Leonesa. Il met un terme à sa carrière de joueur en 2001, après avoir joué une dernière saison à Guadix.
Il devient ensuite directeur sportif, d'abord avec le club du Novelda CF pendant quatre saisons (2001-2005), puis avec le FC Cartagena (2005-2007), Salamanque (2007-2009) et le Celta de Vigo (2009-2016). En 2016, il rejoint le Real Betis.
En juin 2017, il devient directeur sportif du Sporting de Gijón, en deuxième division.

### Liens familiaux
Son frère, Juan Antonio Montes Torrecilla, est aussi un ancien footballeur professionnel.